# Capitale Manuel Ezequiel Bruzual
Capitale Manuel Ezequiel Bruzual est l'une des trois divisions territoriales et statistiques de la municipalité de Manuel Ezequiel Bruzual dans l'État d'Anzoátegui au Venezuela. À des fins statistiques, l'Institut national de la statistique du Venezuela a créé le terme de « parroquia capital », ici traduit par le terme « capitale » qui correspond au territoire où se trouve le chef-lieu de la municipalité afin de couvrir ce vide spatial, qui, selon la loi sur la division politique territoriale publiée dans le Journal officiel de l'État « n'attribue pas de hiérarchie politique territoriale, ni de description de ses limites respectives ». Ce territoire s'articule autour de Clarines, chef-lieu de la municipalité.

## Géographie

### Démographie
Hormis Clarines divisée en plusieurs quartiers et écarts et ville autour de laquelle s'articule la division territoriale et statistique, cette dernière possède plusieurs localités dont :
- Boca de Guaribe
- Carrizalito
- Carutico
- Clarines
  - Crucero El Hatillo
  - Cruz Belén
  - Los Barrancones
  - Parcelamiento Acapulco
  - Paso Real
  - Puerto Arturo
- El Cuatro
- Herrera
- Maparaca
- Puente Unare
- San José
- Santa Clara
- Santa Teresa